# It’s Okay (One Blood)
It’s Okay (One Blood) – pierwszy singel promujący album Doctor’s Advocate amerykańskiego rapera The Game’a. Piosenka została nagrana z gościnnym udziałem Junior Reida. Do utworu zrealizowano teledysk, którego premiera miała miejsce 24 lipca 2006 roku.

## Lista utworów
1. „It's Okay (One Blood)” (Clean) – 4:20
2. „It's Okay (One Blood)” (Explicit) – 4:20
3. „It's Okay (One Blood)” (Instrumental) – 4:08
4. „It's Okay (One Blood)” (Acapella) – 4:13